# Mateusz Krzyżowski
Mateusz Krzyżowski (ur. 6 marca 1999 w Tychach) – polski pianista, zwycięzca konkursów pianistycznych Arthur Rubinstein in memoriam oraz im. Ignacego Jana Paderewskiego.

## Biografia
Pochodzi z Tychów. Naukę gry rozpoczął w wieku 5 lat. Uczył się w Zespole Szkół Muzycznych imienia Feliksa Rybickiego w Tychach, a także w Państwowej Szkole Muzycznej II stopnia imienia Karola Szymanowskiego w Katowicach w klasach prof. Lubow Nawrockiej oraz mgra Sebastiana Nawrockiego. 
W 2024 ukończył studia na Uniwersytecie Muzycznym Fryderyka Chopina w Warszawie, w klasie fortepianu u prof. Joanny Ławrynowicz-Just.
W 2018 zdobył I nagrodę na Ogólnopolskim Konkursie Pianistycznym im. Fryderyka Chopina. Jest też laureatem II nagrody w I Międzynarodowym Konkursie Muzycznym im. Karola Szymanowskiego oraz III nagrody w I Międzynarodowym Konkursie Muzyki Polskiej im. Stanisława Moniuszki. W październiku 2021 brał udział w XVIII Międzynarodowym Konkursie Pianistyczny im. Fryderyka Chopina, gdzie dotarł do III etapu (półfinału).
W grudniu 2021 zwyciężył w XII Międzynarodowym Konkursie Młodych Pianistów "Arthur Rubinstein in memoriam".
W listopadzie 2022 zwyciężył w XII Międzynarodowym Konkursie Pianistycznym im. Ignacego Jana Paderewskiego. Otrzymał również nagrodę specjalną za najlepsze wykonanie koncertu fortepianowego Mozarta, a także nagrodę Instytutu Dziedzictwa Myśli Narodowej dla najlepszego polskiego uczestnika. W finale konkursu Krzyżowski wykonał IV Symfonię koncertującą Szymanowskiego.
Do jego repertuaru koncertowego należy m.in. muzyka Fryderyka Chopina, Karola Szymanowskiego, Ignacego Jana Paderewskiego, Josepha Haydna, Wolfganga Amadeusza Mozarta czy Wojciecha Kilara.